# Tyranneau de Krone
Phylloscartes kronei
Espèce
Statut de conservation UICN

 LC  : Préoccupation mineure
Le Tyranneau de Krone (Phylloscartes kronei) est une espèce de passereau de la famille des Tyrannidae,.

## Distribution
Cet oiseau vit sur les côtes du sud-est du Brésil (du sud-est de l'État de São Paulo au nord-est de celui de Santa Catarina),,.

## Systématique
Cette espèce est monotypique selon la classification de référence du Congrès ornithologique international (version 9.1, 2019).